# Hermine Cziglér von Vecse-Cappilleri

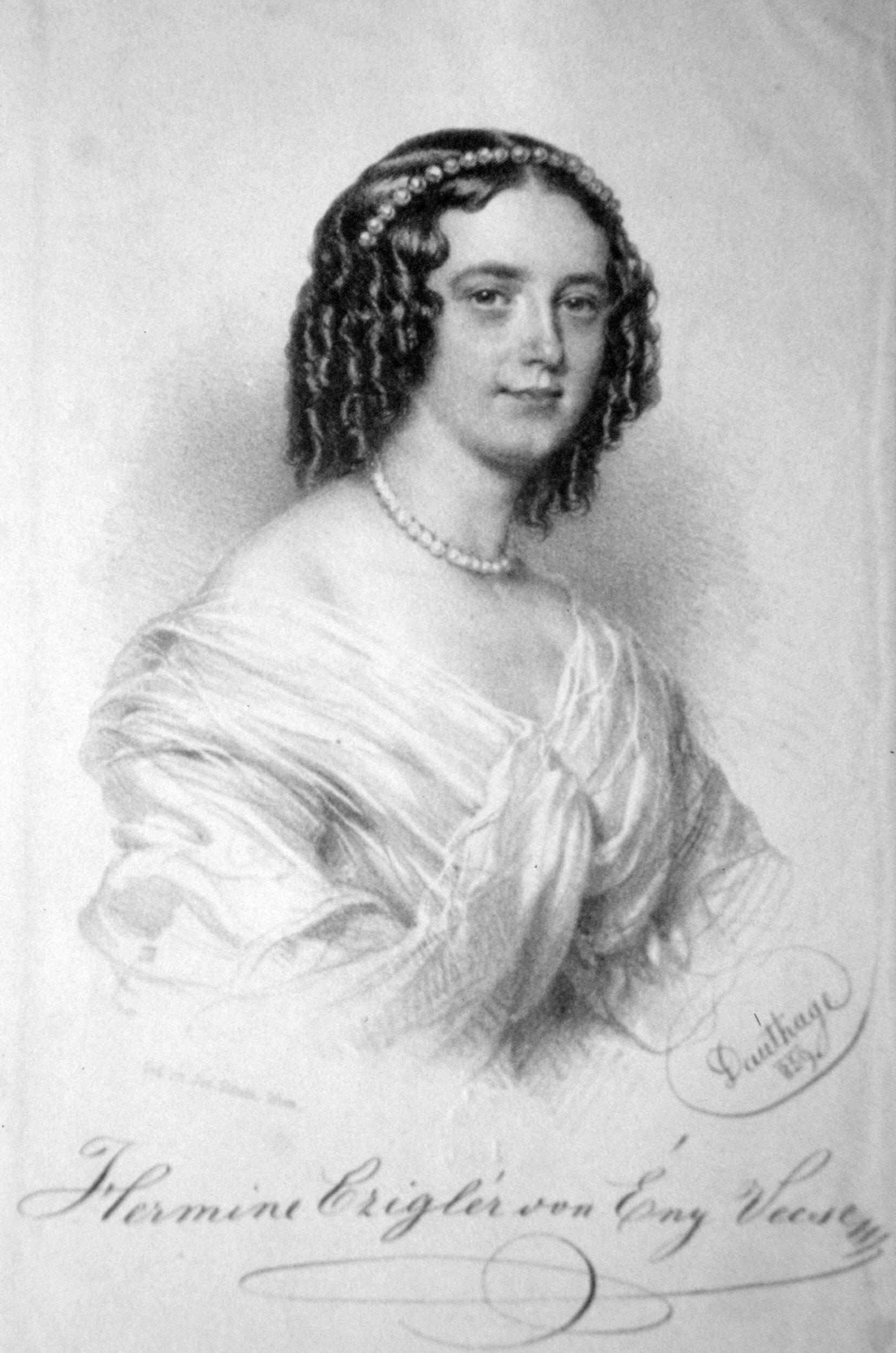
Hermine Cziglér von Vecse-Cappilleri, Lithographie von Adolf Dauthage, 1859

Hermine Cziglér von Vecse-Cappilleri (* 13. Januar 1840 in Pest; † 25. Juli 1905 in Wien), geborene Cziglér von Ény-Vecse, war eine deutschsprachige Dichterin, Schriftstellerin und Journalistin.

## Leben und Werk
Hermine Cziglér stammt aus einem altadligen katholischen Geschlecht Ungarns. Im Alter von acht Jahren siedelte sie mit ihren Eltern nach Wien über, wo sie die Revolution von 1848 und insbesondere die ungarischen Unabhängigkeitsbestrebungen erlebte und in späteren Werken verarbeitete. Begleitet von ihrer Mutter begann sie in Pest ihr Studium und führte es in Wien weiter. Besondere Fähigkeiten zeigte Cziglér in Malerei und Musik. Als junge Erwachsene litt sie mehrere Jahre an einer schweren Krankheit. In dieser Zeit entwickelte sich ihr Interesse für die Dichtung. Im Alter von 18 Jahren erschien unter dem Titel „Jugendträume“ ihre erste Gedichtsammlung. In der folgenden Zeit erlebte sie weitere Schicksalsschläge: die Mutter erblindete, die Vermögensverhältnisse der Familie gingen zurück und der Vater wurde psychisch krank. Cziglér widmete sich weiterhin der Dichtkunst und veröffentlichte 1863 „Poesiegestalten“, ein Formbuch der Dichtkunst, das ihr schnell einen Namen verschaffte, ihre Aufnahme als Mitglied in verschiedene gelehrte Gesellschaften veranlasste und sie mit den bedeutendsten Koryphäen der Literatur und Kunst in Berührung brachte. Bald darauf verlegte sie ihre literarische Tätigkeit auf das Feld der Journalistik und schrieb für verschiedene Blätter. Im Jahre 1864 gründete sie die belletristisch-encyklopädische Wochenschrift „Fata Morgana“, für die sie vom österreichischen Staatsministerium eine jährliche Subvention erhielt. Zwar wurde dieselbe zur Zeit des politischen Umschwungs (1866, Schlacht bei Königgrätz) plötzlich zurückbehalten und dadurch die Publikation zeitweilig eingestellt, doch erschien das Blatt im Herbst 1868 unter der Redaktion der Dichterin wieder. Im Jahre 1869 heiratete sie den österreichischen Schriftsteller Wilhelm Cappilleri.

## Veröffentlichungen

### Gedichte
- Jugendträume. Gedichte. Ueberreuter, Wien 1858. (Digitalisat)
- Liederkranz. Gedichte. Ueberreuter, Wien 1859. (Digitalisat)
- Poesiegestalten. Gedichte. 2 Bände. Müller, Pest 1863. (Digitalisat Band 1), (Band 2)
- Aus der Tiefe. Neue Gedichte.  Verlag der Humoristen, Wien 1873. (Digitalisat)
- Die Wiedereroberung Pannonien`s. National-Epos in dreißig Gesängen. Stöckholzer von Hirschfeld, Wien 1877. (Digitalisat)

### Essays
- Streifzüge auf dem Gebiete des Culturlebens. Essays, Wien 1885. (Digitalisat)
- Über die Kunst, In: Allgemeine Frauenzeitung. Vereinszeitung der österreichisch-ungarischen Frauen-Vereine. Jahrgang 1, Ausgabe 2, Wien, Oktober 1886. S. 26–27.
- Antike und moderne Kunstbildung, In: Allgemeine Frauenzeitung. Vereinszeitung der österreichisch-ungarischen Frauen-Vereine. Jahrgang 1, Ausgabe 3, Wien, November 1886. S. 36–37

### Zeitschriften
- Fata Morgana. Encyclopaedisch-Belletristische Wochenschrift, Pest 1864. (Herausgeberin)